# Наконечний Максим Васильович
Макси́м Васи́льович Наконе́чний (нар. 19 жовтня 1990, Одеса) — український кінорежисер, сценарист і продюсер, член Української кіноакадемії.

## Загальні відомості
Закінчив Одеську гімназію № 2. В дитинстві брав участь в популярній телепередачі «Найрозумніший».
Закінчив Київський національний університет театру, кіно і телебачення імені Івана Карпенка-Карого.
Брав участь в різних телевізійних проєктах, зокрема на каналі «1+1».
Співзасновник продакшн-компанії «Табор» (Одеса), яка займається виробництвом документальних та ігрових фільмів, театральних вистав і соціальних відео.
В його режисерському доробку кілька короткометражних ігрових фільмів. Продюсує документальні стрічки.
Був учасником майстерень B2B Doc, IDFAcademy, Eurodoc, Torino Film Lab.
Його роботи демонструвались на кінофестивалях «Festival dei Popoli», «Молодість», «Відкрита ніч», «Бруківка» та ін.
2020 року переміг на фестивалі «Festival dei Popoli» у Флоренції в номінації «За найкращий повнометражний фільм» (Best Feature-length film). з продюсерською роботою — фільм «Цей дощ ніколи не скінчиться», знятий режисеркою Аліною Горловою,
З 2019 року знімає фільм «Спас», проєкт якого став переможцем Одинадцятого конкурсного відбору Держкіно і є копродукцією України, Хорватії та Чехії. Стрічка «Бачення метелика» (попередньо «Спас») була представлена на 75-му Каннському кінофестивалі в секції «Особливий погляд» (Un Certain Regard). Українська прем'єра стрічки пройшла на шостому Київському тижні критики восени 2022 року. На 13-му Одеському кінофестивалі, що у 2022 році пройшов у рамах Варшавського кінофестивалю, стрічка стала Найкращим українським повнометражним фільмом. Фільм розповідає про жінку-воїна, яка не хоче бути жертвою. Після звільнення з ворожого полону аеророзвідниця Ліля намагається повернутися до свого мирного життя в Україні. Біль і травма через пережите повсякчас виринають на поверхню, та щось всередині неї не дозволяє забути, чому вона мусить жити далі.

## Фільмографія
- 2015 — «Ромка» (учасник знімальної групи)
- 2015 — «Молитва за Україну» (помічник редактора)
- 2017 — «Невидима» (режисер і співсценарист з Іриною Цілик, саундтрек Ptakh_Jung)
- 2018 — «Новий рік у сімейному колі» (режисер)[9]
- 2019 — «Цимбаліст Петро»[10] (співпродюсер)
- 2019 — «Солітюд» (асистент продюсера)
- 2020 — «Цей дощ ніколи не скінчиться» (продюсер)[11][12]

- 2022 — «Бачення метелика» (режисер і співсценарист Ірина Цілик)[6][7]

## Нагороди
- 2019 — Ґран-прі міжнародного кінофестивалю «Бруківка» з фільмом «Новий рік у сімейному колі».[13]
- 2020 — Переможець фестивалю «Festival dei Popoli» у Флоренції з фільмом «Цей дощ ніколи не скінчиться» в номінації «За найкращий повнометражний фільм».[5]
- 2021 — фільм «Цей дощ ніколи не скінчиться» здобув нагороду за найкращий документальний фільм Award for Cinematic Documentary на 66-му Міжнародному кінофестивалі в місті Корк (Ірландія).[14]